# Surcouf (F711)
La fragata Surcouf (F711) es una de las cinco fragatas de la clase La Fayette de la Marine nationale (Francia). Fue puesta en gradas en 1992, botada en 1993 y asignada en 1997.

## Construcción y características
Fue construida por el constructor naval DCN International en el astillero de Lorient, Francia. Fue puesta en gradas en 1992, botada en 1993 y asignada en 1997.